# Jos van Aert
Jos van Aert est un ancien coureur cycliste néerlandais, né le 26 août 1962 à Rijsbergen.
Professionnel de 1988 à 1994, il remporte deux victoires. Jos van Aert est le cousin du père de Wout van Aert.

## Palmarès
- 1987
  - Classement général du Triptyque ardennais
- 1988
  - 2e étape du Triptyque ardennais
  - 3e du Triptyque ardennais
  - 3e du Tour de Yougoslavie
- 1989
  - 3e du Grand Prix de Wallonie
- 1990
  - 2e de la Deutsche Weinstrasse
- 1994
  - 2e de la Continentale Classic

## Résultats sur les grands tours

### Tour de France
4 participations
- 1989 : abandon (12e étape)
- 1990 : 125e
- 1991 : non-partant (11e étape)
- 1992 : 87e

### Tour d'Italie
2 participations
- 1989 : 30e
- 1993 : 58e